# 안토니오 카사노
안토니오 카사노(이탈리아어: Antonio Cassano anˈtɔnjo kasˈsano[*], 1982년 7월 12일, 풀리아 주 바리 ~)는 은퇴한 이탈리아의 프로 축구 선수로, 현역 시절 공격수로 활약했다. 재능과 기술을 갖춘 선수로, 그는 현역 시절에 주로 창조적인 역할이나 보조 공격수로 활약했지만, 플레이메이커 역할이나 공격형 미드필더는 물론 측면 공격수나 공격수 역할에도 두각을 나타냈다. 구 바리의 보석 (Il Gioiello di Bari Vecchia) 이나 환상적인 안토니오 (Fantantonio) 라는 별칭이 붙은 그는 경기장에서 선보이는 기술과 능력 외에도 인내심이 부족한 것으로 알려져 있는데, 이는 2002년 11월에 로마와 레알 마드리드 시절 감독이었으며, 그의 행위에 트집을 잡던 파비오 카펠로가 카사나타라는 신조어를 쓰기 시작한 계기가 되었다. 이 신조어는 이탈리아 기자들이 축구의 정신에 어긋나는 태도나 행위를 돌려 말할 때 쓰는 단어로 널리 쓰인다.
카사노는 고향 바리에서 프로 무대에 데뷔했는데, 그는 초년에 이탈리아에서 가장 촉망받는 선수이면서, 말썽꾸러기로 명성을 떨쳤다. 그는 재능과 활약으로 2001년에 세리에 A 우승을 차지한 로마로 이적하게 되었고, 합류하자마자 수페르코파 이탈리아나를 들었으며, 2001년과 2003년에 세리에 A 올해의 신인 선수로 지목되었다. 2006년, 그는 라 리가의 레알 마드리드로 이적했지만, 좋지 않은 태도와 꾸준하지 못한 활약, 저조한 운동량으로 악명을 더 떨쳤다. 스페인 수도에서 성공적이지 못한 시즌을 보낸 그는 2007년에 이탈리아 무대로 복귀했는데, 삼프도리아로 임대되어 잠파올로 파치니와 협력해 본래 기량을 되찾았고, 나중에는 구단 완전 이적에 합의를 보았다. 2011년, 그는 밀란에 합류했는데, 여기에서 자신의 첫 세리에 A 우승을 맛보았고, 2번째 수페르코파 이탈리아나도 차지했으며, 2012년까지 구단에 남았지만, 한 시즌 동안 연고지의 숙적 인테르나치오날레로 이적했다. 그는 나중에 파르마에서 2년을 보낸 후 2015년 1월에 구단의 재정난으로 계약을 해지했다. 그해 여름, 그는 삼프도리아에 귀환해 2017년에 계약이 끝날 때까지 활약했다. 그는 같은 해 여름, 엘라스 베로나로 둥지를 옮겼으나, 2017년 7월에 프로 무대 은퇴를 선언했다.
카사노는 국제 무대에서 이탈리아 국가대표팀 일원으로 2003년과 2014년 사이에 39번 출전해 10골을 넣었다. 그는 자국을 대표로 UEFA 유럽 축구 선수권 대회에 3번, FIFA 월드컵에 1번 참가했으며, UEFA 유로 2012에서는 준우승의 성적을 거두었다. UEFA 유럽 축구 선수권 대회에서 3골을 넣은 카사노는 마리오 발로텔리와 함께 그는 이탈리아의 이 대회 최다 득점자이기도 하다.

## 클럽 경력

### 바리
카사노는 바리 출신으로, 출생한지 얼마 되지 않아 부친이 가족을 두고 떠났다. 그는 산 니콜라 구의 구 바리 (Bari Vecchia) 지구에서 모친과 가난한 유년 시절을 보냈고, 같은 시기에 거리에서 축구를 시작했다. 카사노는 바리 스카우터에 포착되어 구단의 유소년부에 입단했고, 1999년 12월 11일, 인근 숙적 레체와의 경기에서 바리 선수로 세리에 A 신고식을 치렀다. 바리에서 활약하던 시절, 그는 세리에 A의 가장 촉망받는 유망주로 거듭났고, 1999년 12월 18일, 당시 17세였던 인테르나치오날레와의 안방 경기에서 2-1 결승골 (그의 세리에 A 1호골이기도 했다) 을 놀라운 개인기로 뽑아내면서 큰 관심을 불러모았다. 88분, 그는 발등으로 넘긴 공을 달려가 36미터 앞에서 발뒤꿈치로 받은 후 크리스티안 파누치와 로랑 블랑 두 명의 노장 수비수를 제치고 공을 끌고간 뒤 반대발로 쏘는 척 하며 파브리치오 페론을 농락한 뒤 안쪽 골대쪽으로 집어넣었다. 카사노는 기술적 능력, 일찍 완성된 능력, 인상적인 활약, 그리고 우아함과 창의성에 기인해 환상적인 안토니오 (Fantantonio)의 별칭을 얻었고, 디에고 마라도나의 별칭인 황금의 아이 (El Pibe de Oro)의 별칭을 따 바리의 아이 (El Pibe de Bari) 라는 별칭도 붙었다. 그는 바리에서 2시즌을 보내며 48번의 세리에 A 경기에 출전해 6골을 넣었는데, 이 중 첫 시즌에 21경기 출전 3골을 기록했고, 2년차에는 27경기 출전 3골을 기록했다.

### 로마
2001년, 19세의 카사노는 60B ITL (€30M에 해당하는 금액) 에 세리에 A 정상에 오른 로마로 이적했다. 당시, 그는 역대 최고의 십대 이적료 기록을 경신했다. 그는 첫 시즌에 5골을 넣었으며, 수페르코파 이탈리아나 2001 우승을 공헌했고, 파비오 카펠로 감독과 공개적으로 충돌했다가 국가대표팀 신고식을 치른 며칠 후에 훈련에서 제외되어 언론의 관심을 받았다. 카사노는 밀란과의 코파 이탈리아 2002-03 결승전에서 주심의 결정에 항의하다가 퇴장을 당했는데, 그는 축구장을 떠나면서 주심에 검지와 소지를 올려 욕했다. 로마에서 활약하던 시절, 카사노는 2001년과 2003년에 세리에 A 올해의 신인 선수로 지목되었다.
그는 격동의 2004-05 시즌에 체사레 프란델리와 루디 푈러를 이어 지휘봉을 잡은 시즌의 세 번째 감독인 루이지 델네리 감독에 의해 선수단에서 제외되었다. 시즌 도중 델네리가 사표를 내고 브루노 콘티가 후임으로 들어오면서, 카사노는 다시 선발로 복귀했고, 프란체스코 토티가 5경기 출장 정지 징계로 부재중인 가운데 카사노가 주장 완장을 찼다.
2005-06 시즌을 앞두고, 카사노는 2006년 6월 30일에 만료될 계약의 갱신을 두고 구단 관계자들과 실랑이를 벌였다. 2006년 1월, 그는 씁쓸하게 로마와 결별하고 레알 마드리드로 달랑 €5M에 이적했다.

### 레알 마드리드
카사노는 로마의 전 동료 크리스티안 파누치에 이어 레알 마드리드에 입단한 두 번째 이탈리아인이 되었다. 2006년 1월 18일, 그는 베티스와의 코파 델 레이 경기에서 신고식을 치렀고, 후반전에 투입된 지 3분 만에 첫 골을 신고했다. 그러나, 그는 구단에서 4달 째 보내기 시작한 시점부터 좋지 안좋은 식습관으로 체중이 불어, 결국 마드리드 측에서 불어난 몸무게를 그램 단위로 그에게 벌금을 메겼고, 작은 뚱뚱보 (Gordito) 라는 별명도 얻었다.
10월 30일, 마드리드 공식 웹사이트에서 카사노가 2006-07 시즌을 앞두고 취임한 카펠로 감독을 "모욕"하여 징계를 받았다고 밝혔는데, 그는 탈의실에서 짐나스틱과의 경기 이후 선수단에서 제외된 것에 대해 언쟁을 벌였고, 직후 데이비드 베컴과 호나우두와 함께 대기석을 달구었다. 로마의 라디오 방송에서, 카사노는 "걸어서 되돌아가" 로마와 재합류하고 싶다고 밝혔고, 로마로 떠나기 전에 다투었던 토티와 화해할 의사도 나타냈다. 그러나, 카사노는 2007년 1월의 이적 시작이 끝나면서 마드리드에 남았고, 시즌 남은 기간은 발목 부상으로 날려버렸다. 레알 마드리드에서 라리가 2006-07 우승을 거두었지만, 카사노는 7경기에 출장해 1골을 넣는데 그쳤다.
2007년 7월, 스페인 라디오 방송 인터뷰에서, 라몬 칼데론 레알 마드리드 회장이 카사노의 태도를 "최근 몇 달 동안 불안정적이었다"고 묘사했고, 그가 구단을 떠날 것임을 밝혔다.

### 삼프도리아
2007년 8월 13일, 삼프도리아는 카사노의 €4.2M 연봉 중 €1.2M을 부담하기로 합의하면서 1년 임대로 영입했다. 그는 닷새 후 약 2,500명의 지지자들 앞에서 입단식을 치렀다. 카사노는 첫 기자 회견에서 여러 이유로 등번호 99번을 착용하기로 결정했다고 밝혔다: 우선, 자신이 가장 선호하는 등번호인 18번의 주인이 이미 동료인 블라디미르 코만의 것으로 결정되었고, 9 더하기 9는 18이며; 또한, 차선책인 등번호 10번을 이미 동료 프란체스코 플라키가 사용했으며; 마지막으로 밀란에서 뛰는 브라질 공격수 호나우두에 대한 존중의 표시로 똑같이 99번을 입기로 한 것이었다.
그는 9월 23일, 제노아와의 그 시즌 등대 더비에서 삼프도리아 신고식을 치렀는데, 그는 전 로마 동료 빈첸초 몬텔라와 경기 막판에 교체로 들어가 뛰었다. 카사노는 1주일 후, 아탈란타와의 경기에서 리그 복귀 골을 기록해 3-0 승리를 도왔다. 그는 1월에 3경기 연속으로 득점에 성공했는데, 선두 인테르나치오날레의 연승 행진을 저지하기도 한 경기에서는 1-1 동점골을 기록했다. 그러나, 2008년 3월 2일, 카사노는 2-2로 비긴 토리노와의 경기에서 퇴장을 당한 뒤 주심에게 유니폼을 벗어 던졌고, 이후 5경기 출장 정지 징계를 받았다. 삼프도리아는 시즌을 UEFA컵 진출권 획득으로 마감했고, 카사노 자신도 마드리드에서 자유 이적 (추가 수당을 붙여)으로 완전히 삼프도리아로 이적할 기회를 잡았다.

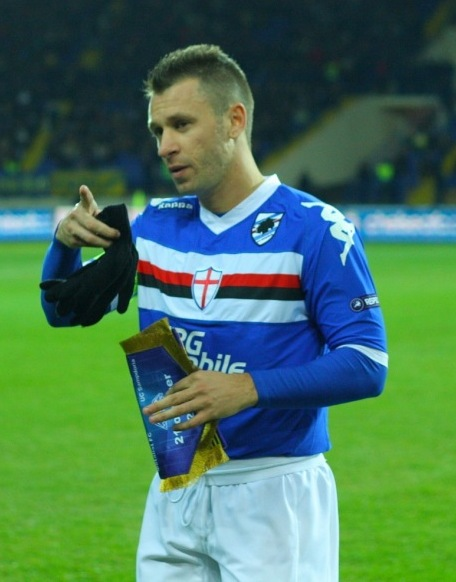
삼프도리아의 주장 완장을 찬 카사노

카사노는 2년차에 들어 인성적으로 개선되었고, 안젤로 팔롬보에 이어 선수단의 부주장을 맡았다. 1월에 피오렌티나로부터 잠파올로 파치니가 입단하면서, 카사노는 전 보라 군단 (Viola)의 공격수와 협력해 실속있는 공격진이 되었고, 언론과 삼프도리아 지지자들로부터 찬사를 들었고, 리카르도 가로네 회장은 현재까지 삼프도리아에 유일한 작은 방패를 선사했던 잔루카 비알리와 로베르토 만치니의 공격진에 견주기까지 했으며, 이 의견은 비알리와 만치니 당사자들도 동감했다. 카사노는 세리에 A에서 12골을 기록했으며, 삼프도리아가 그 해 코파 이탈리아 결승전에 오르게 도왔는데, 이 과정에서 세리에 A 우승을 거둔 인테르나치오날레와의 준결승전에서 결승골을 기록했다. 그러나, 삼프도리아는 라치오와의 결승전에서 승부차기 끝에 패했으며, 첫 주자로 나선 카사노는 실축했다.
그는 삼프도리아에서의 3년차도 훌륭히 시작했는데, 파치니와 협력해 계속해서 득점을 올렸으며, 구단의 인상적인 시즌 초반을 보내는 데에도 한몫했으며, 인테르나치오날레와의 안방 경기에서 1-0으로 이긴 후에 선두에 오르고 있다. 그러나, 이어지는 인근 숙적 제노아와의 경기에서 0-3으로 패한 것을 시작으로, 삼프도리아는 1월에 중위권까지 추락했고, 루이지 델네리 감독이 카사노를 "기술 및 전술적 사유"로 선수단에서 제외하며 선수의 구단에서의 행보에 의문이 제기되었다.
1월 이적시장 막판, 그는 피오렌티나로의 임대 이적에 접근하기도 했으나, 구단은 공식 발표문을 통해 이 소문을 부인했고, 카사노 본인도 자신이 삼프도리아를 떠나는 것을 거절했다고 언론에 표의했다. 삼프도리아의 웹사이트에 기재된 공식 설명문을 통해 잔류 사실이 카사노 본인에 의해 확인되었고, 리카르도 가로네 구단 회장, 동료들, 그리고 지지자들과의 관계가 잔류에 큰 영향을 주었다고 짚었다. 얼마 후, 그는 선발진에 복귀해 삼프도리아가 세리에 A를 4위로 마쳐 UEFA 챔피언스리그 예선 진출권을 선사했다. 그러나, 삼프도리아는 플레이오프전에서 베르더 브레멘에 패해 본선행이 좌절되었으나, 대신 UEFA 유로파리그 2010-11 본선행 진출권을 집었다. 델네리 감독은 시즌이 끝나고 삼프도리아를 떠났다.
카사노는 삼프도리아에서의 마지막 시즌에 더 큰 곤경에 빠졌다. 2010년 10월, 카사노는 시상식 불참으로 리카르도 가로네 회장과 불꽃 튀는 신경전을 벌인 끝에 즉시 선수단 1군에서 퇴출당했다. 사달이 난 후, 삼프도리아는 리그 중재위에 공식적으로 계약 해지안을 제출했고, 카사노가 가로네 구단 회장에 사과한 후에도 공식적으로 승인되었다. 12월 16일, 중재위는 삼프도리아를 카사노를 2011년 1월 1일까지 1군에 재등록 시킬 것을 명했지만, 청원 군단 (Blucerchiati) 이 원한 계약 해지안이 기각되었지만, 계약 만료까지 카사노의 급여를 반만 부담하게 되었다.

### 밀란
2010년 12월 20일, 밀란은 삼프도리아와 선수 이적에 합의를 보았고, 카사노가 레알 마드리드를 떠나면서 붙은 인수 조항에 따라 스페인 구단에 €5M을 지불했다. 결국 삼프도리아가 레알 마드리드에 €5M의 이적료를 전달했다. 밀란은 삼프도리아에 €3.33M을 지불했으며, 카사노가 밀란에서 받는 급여가 삭감했는데, 이 사실은 실비오 베를루스코니가 처음 알렸고, 카사노는 직전에 떠난 호나우지뉴의 공백을 대신하게 되었다. 그와 삼프도리아 공격진을 구축했던 동료 잠파올로 파치니도 1월에 구단을 떠나 밀란의 같은 연고지 숙적인 인테르나치오날레의 일원이 되었다. 카사노는 칼리아리와의 경기에서 막판에 알렉산드르 메르켈과 교체로 출전해 밀란 첫 경기를 치러 1-0 승리에 일조했다. 그는 4-0으로 이긴 파르마와의 경기에서 밀란 1호골을 기록했다. 그는 그 시즌에 3골을 추가하기에 이르렀고, 밀란은 세리에 A 2010-11의 정상을 차지했고, 카사노도 개인 첫 작은 방패를 수집했다. 그가 추가한 3골 중 2골은 두 친정 구단인 바리와 삼프도리아를 상태로 기록했고, 남은 한 골은 숙적 인테르나치오날레와 2011년 4월 2일에 치른 경기에서 교체로 출전해 페널티킥으로 넣은 것이었다. 그는 같은 경기에서 경고를 두 번 받아 퇴장당하기도 했다. 한편, 삼프도리아는 카사노와 파치니의 공백을 메우지 못하고 시즌이 끝나고서 세리에 B로 강등당했다.
카사노는 즐라탄 이브라히모비치, 알레샨드리 파투, 그리고 호비뉴와 같은 공격수들과 밀란의 주전 11인의 자리를 놓고 경쟁하면서도 출전 기회를 더 잡고 이탈리아 국가대표팀 경기에 출전하고 싶어해, 향후 행보에 관심이 모였다. 비록 그는 다수 구단의 제의를 받았지만, 밀란에 남았고, 시즌 전 일정에 훌륭한 행보를 보여 수페르코파 이탈리아나 2011에서 밀란이 인테르나치오날레를 이길 수 있게 도왔고, 라치오와의 2011-12 시즌 첫 세리에 A경기에서도 득점을 신고했다. 2011년 10월 29일, 로마에서 벌어진 밀란의 로마 원정 경기에서, 카사노는 발작으로 앓은 후 입왼했고, 11월 4일에 수술을 받았다. 2012년 4월 7일, 그는 6개월 동안 재활한 끝에 1-2로 패한 피오렌티나와의 안방 경기에서 복귀전을 펼쳤다. 4월 29일, 그는 4-1로 이긴 시에나와의 경기에서 수술 후로는 첫 골을 넣었는데, 같은 경기에서 이브라히모비치의 2골도 도왔다. 밀란은 유벤투스에 밀려 세리에 A 시즌을 준우승으로 마쳤고, 코파 이탈리아 준결승전에 진출했고, UEFA 챔피언스리그는 8강까지 올라갔다.

### 인테르나치오날레
밀란이 즐라탄 이브라히모비치와 치아구 시우바 등의 주축 선수의 매각한 데에 불만을 표출한 것으로 알려진 카사노는 이적을 요청했다. 2012년 8월 21일, 밀란과 인테르나치오날레 측은 잠파올로 파치니와 카사노의 교환을 놓고 합의를 보았고, 흑청 군단 측이 (파치니가 €13M이고 카사노가 €5.5M이 책정되었기에)€7.5M의 이적료를 받게 되었다. 그는 이튿날에 공식적으로 구단에 합류했다. 카사노는 구단과 2년 계약을 맺었다. 카사노의 인테르나치오날레에서의 2012-13 시즌은 부진했는데, 구단도 리그에서 침체되었었고, 자신도 리그에서 5골을 넣고 9번의 도움을 주는데 그쳤으며, 안드레아 스트라마키오니 감독과 자주 언쟁을 벌였다. 구단은 세리에 A 2012-13에서 9위를 차지했다. 그는 인테르나치오날레에서 뛴 모든 대회를 통틀어 39경기에 뛰며 9골 15도움을 기록했다.

### 파르마
인테르나치오날레에서 1년을 보낸 카사노는 2013년 7월 4일에 임시 계약으로 파르마에 합류했고, 예전에 거쳤던 구단에서 써오던 등번호 99번을 받았다. 카사노는 파르마에서 운동량, 체력, 그리고 절제력 모두 향상되었는데, 그는 음식을 더 깐깐하게 조정하고 훈련을 준수해 10킬로그램의 체중을 감량했다. 11월 30일, 그는 볼로냐를 상대로 세리에 A 통산 100호골을 기록했고, 경기는 안방에서 1-1 무승부로 끝났다. 그는 파르마에서 기량을 되찾아 2013-14 시즌을 성공적으로 마쳤는데, 구단은 리그에서 6위를 차지해 UEFA 유로파리그 진출권을 얻었고, 개인적으로 13골 8도움을 모든 대회 통틀어 36경기에서 기록했고, 이 중 12골 7도움은 세리에 A에서 기록했다. 2014년 2월, 그는 세리에 2014-15 시즌에 유효한 파르마와의 사전계약을 체결했다.
2014-15 시즌 전반, 카사노는 파르마에서 20경기에 출전해 5골을 넣었는데, 소속 구단은 심각한 재정난에 직면하면서 리그 최하위권으로 뒤쳐졌다. 2015년 1월 26일, 파르마는 카사노의 사전 계약 해지를 허락했고, 그에 따라 그는 자유 이적 상태가 되었다. 구단의 재정난으로 인해, 그는 2014년 6월부터 급여를 제대로 받지 못하는 것으로 밝혀졌다. 계약 만료 후, 그는 인테르나치오날레로부터 복귀 제의를 받았었다.

### 삼프도리아 복귀
같은 해 1월, 파르마에서 방출된 후, 카사노는 2015년 8월 9일 친정 구단 삼프도리아에 세번째로 재합류했다. 그는 2017년 6월 30일까지 유효한 구단과의 2년 계약을 맺었다. 2016년 1월 10일, 그는 1-2로 패한 유벤투스와의 안방 경기에서 복귀 이래로는 처음으로 골을 기록했다.
2016-17 시즌을 앞두고, 마시모 페레로 구단 회장은 카사노가 자신의 계획에서 제외되었음을 알렸고, 카사노는 삼프도리아 1군 명단에서 제외되었다. 카사노는 다수 타 구단들의 제의를 거절하고 삼프도리아 유소년부와의 훈련을 허락받았는데, 특히 유소년부의 골키퍼와 같이 훈련했다.
2017년 1월 25일, 카사노는 상호 계약 해지로 삼프도리아를 떠났다.

### 엘라스 베로나와 은퇴
2017년 7월 10일, 카사노는 엘라스 베로나와 계약했다. 그는 그 다음 주에 여름 친선경기를 두 번 뛰었다. 그러나, 7월 18일, 그는 대중 언론의 관심을 모은 희한한 일에 휘말렸다: 같은 날 결정을 번복하고 베로나에서 "멋진 시즌"을 보내기를 기대한다는 기자회견이 열리기 전, 그는 가족을 보고싶어 본래 현역에서 은퇴할 의사를 드러냈었다. 그러나, 7월 24일, 그는 다시 결정을 번복해 구단을 떠나 현역 은퇴를 할 것을 다음과 같이 선언했다: "제 아내가 사회에서 보인 이력과는 다르게, 저는 다음과 같이 밝히고 싶습니다. 생각하고 나중에 결심해보니 카롤리나가 틀렸습니다. 안토니오 카사노는 더 이상 축구를 하지 않을 것입니다. 저는 베로나 시와 지지자들, 회장님께 사죄합니다. 35세인 저는 지금 동기를 불어넣을 필요가 있고, 제 우선순위는 자식들과 아내와 함께 하는 것입니다." 7월 27일, 카사노의 베로나 계약은 상호 계약 해지로 백지화되었다. 그러나, 7월 31일, 그는 현역에서 은퇴하는 것이 아니라 자택 인근에서 자신이 뛸 구단을 물색한다고 밝혔다.

## 국가대표팀 경력

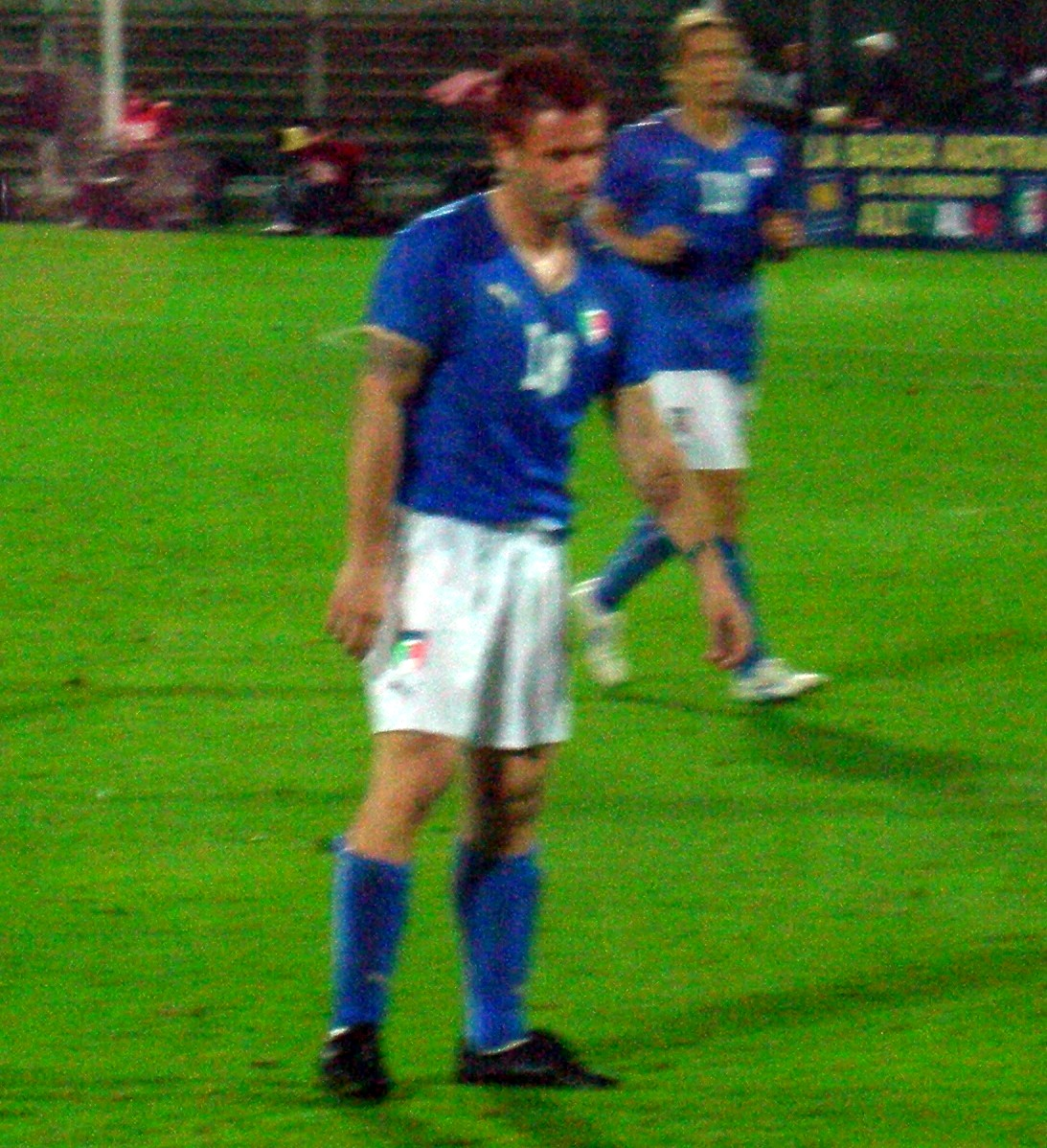
이탈리아 국가대표팀의 카사노

카사노는 이탈리아 국가대표팀 경기에 39번 출전해 10골을 기록했다. 2003년 11월 21일, 당시 21세였던 그는 바르샤바에서 1-3으로 패한 폴란드와의 친선경기에서 성인 국가대표팀 신고식을 치렀는데, 같은 경기에서 첫 국가대표팀 첫 골도 기록했다.
UEFA 유로 2004에서 카사노는 이탈리아 선수단에 후보로 참가했지만, 덴마크와의 조별 리그전에서 프란체스코 토티가 크리스티안 포울센에게 침을 뱉으면서 출장 정지 징계를 받게 되자 1-1로 비긴 스웨덴과의 경기에 선발로 출전해 골을 넣었다. 이탈리아는 불가리아와의 조별 리그 최종전에서 시모네 페로타의 동점골에 관여하고 막판 결승골을 넣어 2-1 승리를 견인해 경기 최우수 선수로 선정되었지만, 승점 5점으로 동점이었던 스웨덴과 덴마크와의 3개국 간의 골득실차에서 밀린 이탈리아는 조별 리그를 통과하지 못했다.
레알 마드리드에서 형편 없는 시즌을 보낸 카사노는 마르첼로 리피 감독의 2006년 FIFA 월드컵 최종 명단에서 제외되었다. 푸른 군단은 베를린에서 승부차기 끝에 프랑스를 따돌리고 대회 우승을 거두었다.
2006년 9월, 카사노는 로베르토 도나도니 신임 국가대표팀 감독에 의해 리투아니아와 프랑스와의 UEFA 유로 2008 예선 경기를 앞두고 차출되었다. 그러나, 그는 다시 국가대표팀에 차출되지 않았으나, 뜬금없이 UEFA 유로 2008의 선수단에 이름을 올렸다. 그는 대회에서 무득점으로 침묵했고, 이탈리아는 나중에 우승을 차지하는 스페인과의 8강전에서 승부차기 끝에 탈락했다.

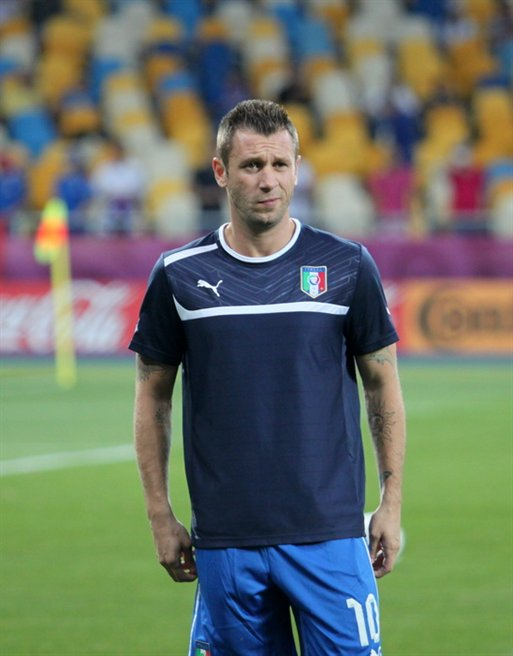
UEFA 유로 2012의 카사노

2010년 FIFA 월드컵 예선전을 앞두고 다시 지휘봉을 잡은 리피 감독은 카사노를 2010년 FIFA 월드컵 예선과 본선에 단 한 번도 차출하지 않았다. 카사노가 푸른 군단에서 2년 가량을 활동하지 못하면서, 언론은 리피가 FIFA 월드컵 명단에서 그를 제외한 데에 비난을 퍼부었고, 카사노는 2010년 8월 6일, 코트디부아르와 8월 10일 런던 업턴 파크에서 치를 친선전을 앞두고 체사레 프란델리 후임 감독에 의해 다시 국가대표 선수단 일원이 되었다. 거의 한 달 후, 카사노는 에스토니아와의 UEFA 유로 2012 예선전에서 동점골을 넣어 적지에서 2-1 승리를 견인했고, 레오나르도 보누치의 역전골을 발뒤꿈치로 도왔다. 카사노는 페널티 구역 외곽에서 골을 기록해 페로 제도와의 예선전에서 이탈리아가 5-0으로 이길 수 있도록 도왔다. 그는 에스토니아와의 경기에서 또다시 득점에 성공해 이탈리아의 3-0 승리를 일조했다.
카사노는 UEFA 유로 2012의 본선 6경기에 모두 출전했고, 아일랜드와의 경기에서 1골을 기록했는데, 이탈리아는 결승전까지 올라갔지만 스페인에 0-4로 패하였다. 카사노는 독일과의 준결승전에서 마리오 발로텔리의 선제골을 도왔다. 카사노는 대회 본선에서 이탈리아의 등번호 10번을 착용했다. 2012년 7월 UEFA는 기자 회견에서 동성애 혐오 발언을 한 카사노에게 벌금령을 내렸다. 기자 회견에서 이탈리아 국가대표팀 경기에 동성애 성향의 선수가 승선할 수 있는가에 대한 질문에 그는 "그런 선수는 없기를 바랍니다"라고 대답했다. 그는 이후 오해가 있었다는 해명문을 발표했다.
2014년 FIFA 월드컵 예선전에 불참한 카사노는 2014년 FIFA 월드컵의 본선에 이탈리아 선수단 일원으로 승선했다. 2014년 6월 20일, 31세의 카사노는 0-1로 패한 코스타리카와의 경기에 교체로 들어가 FIFA 월드컵 무대에 첫 발을 내디뎠다. 그는 이어지는 우루과이와의 6월 24일 조별 리그 최종전에도 교체로 출전했지만, 이탈리아가 0-1로 지면서 두 대회 연속으로 조별 리그에서 탈락의 고배를 마셨다. 카사노는 형편없는 활약과 운동량 부족으로 언론의 지탄을 받았는데, 그는 선수단의 성적 향상에 큰 영향을 미치지 못했으며, 선수단의 공격 상황에서 속도와 창조성을 불어넣지 못했다.

## 플레이스타일
이탈리아어로 창조적 공격수를 뜻하는 판타시스타 (fantasista) 로 수식되며, 자신의 편에 도움을 공급하는 카사노는 최전방 바로 뒤나 양쪽 측면, 아니면 경기장 중앙에서 어디든지 활약 가능하다. 그는 주로 맡는 후방 공격수 역할 외에도 전방 플레이메이커로 활약할 수 있으며, 주 공격수나 가짜 9번, 아니면 측면 공격수로 기용되기도 한다. 카사노는 "기술적이며 공을 지능적으로 다루는" 선수로 묘사되며 "넓은 시야와 골을 노리는 시도로 인상을 준다"는 평도 받았다. 그가 지닌 최고의 기술은 공 잡기, 제어하기, 드리블, 배급, 그리고 정확한 패스에 있다. 비록 선천적으로 오른발잡이이나, 양발 어느 발로든 공격에 유용하게 쓸 수 있다. 카사노는 기술, 공 다루기, 기교 외에도 강인한 상체와 균형감을 지니고 있어 공을 문전 앞까지 끌고가는 와중에 밀집 공간에서 공의 소유를 유지하고 속력을 내 드리블을 해 기술적 능력과 가속력을 동원해 수비를 제치고 1대1 상황을 만들어 내기도 한다. 그는 세트피스 상황에서 효율적이다.
우아함, 능력과 재능에도 불구하고, 카사노는 현역으로 활동하면서 성격과 절제력 부족으로 경기장 안과 밖에서 모두 비난의 대상이 되었고, 그에 따라 불필요한 경고를 받곤 한다. 그는 현역 시기에 간간히 저조한 활동량과 운동 부족으로도 혹평을 받았고, 그 결과 체중이 불기도 했으며, 속도, 체력, 그리고 민첩함을 어느 정도 잃기도 했다. 그는 처음에 자신의 세대에 가장 유망한 기대주로 평가받았고, 로베르토 바조의 후계자로도 수식되었으나, 꾸준하지 못한 것과 예측 외로 불쑥 튀어나가는 버릇으로 인해 전에 그를 지도했던 파비오 카펠로 감독을 비롯한 다수는 그가 자신의 유망주 시절 잠재성을 다 발휘하지 못했고, 성격이 현역 생활을 망쳤다고 혹평했다.

## 사생활
2008년, 카사노는 수구 선수 카롤리나 마르찰리스와 맞선을 보았고, 이후 2010년 6월 19일에 포르토피노의 키에사 디 산 마르티노 성당에서 서로를 배우자로 맞이했다. 둘 사이에 두 아들을 두고 있는데, 그들의 이름은 크리스토퍼와 리오넬 (리오넬 메시의 이름을 땄다.)이다.
2011년 10월 30일, 카사노는 선수단 비행기로 밀라노에 복귀하는 과정에 말하거나 움직이는데 불편했다고 호소한 것으로 밝혀졌다. 2011년 11월 2일, 소속 구단 밀란은 카사노가 잠깐이지만 허혈로 인한 대뇌 완전색맹을 앓고 있다고 발표했다. 카사노는 이후 소규모 심장 수술을 받았다. 그는 2012년 4월 25일, 제노아와의 세리에 A 경기가 되어서야 복귀했고, 같은 경기에서 득점을 올렸다.

## 논란
카사노는 기술적 능력 외에도 성질, 태도, 그리고 부족한 절제력으로도 악명을 떨친다. 이로 인해 카사노는 경기장 안과 밖에서 수 차례 사건사고에 휘말렸고, 언론과 그를 지도했던 카펠로 감독은 카사나테로 그의 행동을 통용하기에 이르렀다.
UEFA 유로 2012 기자 회견에서 카사노는 선수단에 동성애 선수가 없기를 바란다는 발언을 했고, 이때 경멸적인 어구를 만들어내 썼다. 그는 동성애 혐오 발언으로 UEFA로부터 벌금령을 받았다.
2013년 2월 1일, 카사노는 탈의실에서 당시 인테르나치오날레 감독인 안드레아 스트라마키오니와 한판 싸움을 벌였다. 이 사태는 금요일 훈련 도중에 일어났는데, 비교적 평범한 회의에서 시작되었지만, 둘 사이 언쟁에 불이 붙어 비속어를 남발했고, 이후 서로를 밀고 밀치는 것으로 악화되었고, 다른 선수들이 강제로 떼어놓기에 이르렀다.

## 협찬
카사노는 디아도라의 협찬을 받는 주 모델로, 최근에 흑색 / 형광 황색 에볼루치오네 K 프로 GX 14 축구화를 착용했다.

## 경력 통계

### 클럽
2016년 5월 8일 기준
| 클럽             | 시즌      | 리그 | 리그 | 리그 | 컵   | 컵 | 컵   | 유럽 | 유럽 | 유럽 | 합계 | 합계 | 합계 |
| 클럽             | 시즌      | 출장 | 골   | 도움 | 출장 | 골 | 도움 | 출장 | 골   | 도움 | 출장 | 골   | 도움 |
| ---------------- | --------- | ---- | ---- | ---- | ---- | -- | ---- | ---- | ---- | ---- | ---- | ---- | ---- |
| 바리             | 1999–2000 | 21   | 3    | 0    | -    | -  | -    | -    | -    | -    | 21   | 3    | 0    |
| 바리             | 2000–01   | 27   | 3    | 2    | 2    | 0  | 0    | -    | -    | -    | 29   | 3    | 2    |
| 바리             | 합계      | 48   | 6    | 2    | 2    | 0  | 0    | -    | -    | -    | 50   | 6    | 2    |
| 로마             | 2001–02   | 22   | 5    | 0    | 3    | 1  | 0    | 5    | 0    | 0    | 30   | 6    | 0    |
| 로마             | 2002–03   | 27   | 9    | 2    | 5    | 1  | 0    | 11   | 4    | 1    | 43   | 14   | 3    |
| 로마             | 2003–04   | 33   | 14   | 4    | -    | -  | -    | 6    | 4    | 0    | 39   | 18   | 4    |
| 로마             | 2004–05   | 31   | 9    | 1    | 8    | 1  | 0    | 3    | 1    | 0    | 42   | 11   | 1    |
| 로마             | 2005–06   | 5    | 2    | 1    | -    | -  | -    | 2    | 1    | 1    | 7    | 3    | 2    |
| 로마             | 합계      | 118  | 39   | 8    | 16   | 3  | 0    | 27   | 10   | 2    | 161  | 52   | 10   |
| 레알 마드리드    | 2005–06   | 12   | 1    | 1    | 4    | 1  | 0    | 1    | 0    | 0    | 17   | 2    | 1    |
| 레알 마드리드    | 2006–07   | 7    | 1    | 2    | 1    | 1  | 0    | 4    | 0    | 0    | 12   | 2    | 2    |
| 레알 마드리드    | 합계      | 19   | 2    | 3    | 5    | 2  | 0    | 5    | 0    | 0    | 29   | 4    | 3    |
| 삼프도리아       | 2007–08   | 22   | 10   | 6    | 2    | 0  | 0    | 1    | 0    | 0    | 25   | 10   | 6    |
| 삼프도리아       | 2008–09   | 35   | 12   | 15   | 4    | 1  | 0    | 6    | 2    | 3    | 45   | 15   | 18   |
| 삼프도리아       | 2009–10   | 32   | 9    | 10   | 1    | 2  | 0    | -    | -    | -    | 33   | 11   | 10   |
| 삼프도리아       | 2010–11   | 7    | 4    | 2    | -    | -  | -    | 3    | 1    | 2    | 10   | 5    | 4    |
| 밀란             | 2010–11   | 17   | 4    | 6    | 4    | 0  | 0    | -    | -    | -    | 21   | 4    | 6    |
| 밀란             | 2011–12   | 16   | 3    | 10   | 0    | 0  | 0    | 3    | 1    | 0    | 19   | 4    | 10   |
| 밀란             | 합계      | 33   | 7    | 16   | 4    | 0  | 0    | 3    | 1    | 0    | 40   | 8    | 16   |
| 인테르나치오날레 | 2012–13   | 28   | 7    | 9    | 2    | 1  | 2    | 9    | 1    | 4    | 39   | 9    | 15   |
| 인테르나치오날레 | 합계      | 28   | 7    | 9    | 2    | 1  | 2    | 9    | 1    | 4    | 39   | 9    | 15   |
| 파르마           | 2013–14   | 34   | 12   | 8    | 2    | 1  | 0    | -    | -    | -    | 36   | 13   | 8    |
| 파르마           | 2014–15   | 19   | 5    | 2    | 1    | 0  | 0    | -    | -    | -    | 20   | 5    | 2    |
| 파르마           | 합계      | 53   | 17   | 10   | 3    | 1  | 0    | -    | -    | -    | 56   | 18   | 10   |
| 삼프도리아       | 2015–16   | 24   | 2    | 5    | 1    | 0  | 0    | -    | -    | -    | 25   | 2    | 5    |
| 삼프도리아       | 2016–17   | 0    | 0    | 0    | 0    | 0  | 0    | -    | -    | -    | 0    | 0    | 0    |
| 삼프도리아       | 합계      | 120  | 37   | 38   | 8    | 3  | 0    | 12   | 3    | 5    | 140  | 43   | 43   |
| 경력 합계        | 경력 합계 | 419  | 115  | 86   | 40   | 10 | 2    | 56   | 15   | 11   | 514  | 141  | 109  |

### 국가대표팀
| 이탈리아 국가대표팀 | 이탈리아 국가대표팀 | 이탈리아 국가대표팀 |
| 연도                | 출장                | 골                  |
| ------------------- | ------------------- | ------------------- |
| 2003                | 2                   | 1                   |
| 2004                | 4                   | 2                   |
| 2005                | 2                   | 0                   |
| 2006                | 2                   | 0                   |
| 2008                | 5                   | 0                   |
| 2010                | 5                   | 2                   |
| 2011                | 8                   | 4                   |
| 2012                | 7                   | 1                   |
| 2014                | 4                   | 0                   |
| 합계                | 39                  | 10                  |

### 국가대표팀 득점 기록
아래의 점수에서 왼쪽의 점수가 이탈리아의 점수이다.
| #  | 날짜             | 장소                  | 상대       | 점수 | 결과 | 대회                  |
| -- | ---------------- | --------------------- | ---------- | ---- | ---- | --------------------- |
| 1  | 2003년 11월 12일 | 바르샤바, 폴란드      | 폴란드     | 1–3  | 패   | 친선경기              |
| 2  | 2004년 6월 18일  | 리스본, 포르투갈      | 스웨덴     | 1–1  | 무   | UEFA 유로 2004        |
| 3  | 2004년 6월 22일  | 기마랑이스, 포르투갈  | 불가리아   | 2–1  | 승   | UEFA 유로 2004        |
| 4  | 2010년 9월 3일   | 탈린, 에스토니아      | 에스토니아 | 1–2  | 승   | UEFA 유로 2012 예선전 |
| 5  | 2010년 9월 7일   | 피렌체, 이탈리아      | 페로 제도  | 5–0  | 승   | UEFA 유로 2012 예선전 |
| 6  | 2011년 6월 3일   | 모데나, 이탈리아      | 에스토니아 | 3–0  | 승   | UEFA 유로 2012 예선전 |
| 7  | 2011년 9월 2일   | 토르스하운, 페로 제도 | 페로 제도  | 1–0  | 승   | UEFA 유로 2012 예선전 |
| 8  | 2011년 10월 11일 | 페스카라, 이탈리아    | 북아일랜드 | 3–0  | 승   | UEFA 유로 2012 예선전 |
| 9  | 2011년 10월 11일 | 페스카라, 이탈리아    | 북아일랜드 | 3–0  | 승   | UEFA 유로 2012 예선전 |
| 10 | 2012년 6월 18일  | 그단스크, 폴란드      | 아일랜드   | 2–0  | 승   | UEFA 유로 2012        |

## 수상

### 클럽
로마
- 수페르코파 이탈리아나: 2001

레알 마드리드
- 라 리가: 2006–07

밀란
- 세리에 A: 2010–11
- 수페르코파 이탈리아나: 2011

### 개인
- 세리에 A 올해의 신인 선수: 2001, 2003[127]